# Toronto Raptors 2011-2012
La stagione 2011-12 dei Toronto Raptors fu la 17ª nella NBA per la franchigia.
I Toronto Raptors arrivarono quarti nella Atlantic Division della Eastern Conference con un record di 23-43, non qualificandosi per i play-off.

## Roster
| N° | Naz.                   | Ruolo | Sportivo        | Anno | Alt. | Peso |
| -- | ---------------------- | ----- | --------------- | ---- | ---- | ---- |
| 1  | Stati Uniti (bandiera) | G     | Justin Dentmon  | 1985 | 180  | 84   |
| 2  | Stati Uniti (bandiera) | A     | James Johnson   | 1987 | 206  | 111  |
| 3  | Stati Uniti (bandiera) | A     | Gary Forbes     | 1985 | 201  | 100  |
| 5  | Stati Uniti (bandiera) | G     | Jerryd Bayless  | 1988 | 191  | 91   |
| 6  | Stati Uniti (bandiera) | GA    | Alan Anderson   | 1982 | 198  | 100  |
| 7  | Italia (bandiera)      | A     | Andrea Bargnani | 1985 | 213  | 102  |
| 8  | Spagna (bandiera)      | G     | José Calderón   | 1981 | 191  | 95   |
| 9  | Stati Uniti (bandiera) | GA    | Rasual Butler   | 1979 | 201  | 93   |
| 10 | Stati Uniti (bandiera) | G     | DeMar DeRozan   | 1989 | 201  | 100  |
| 11 | Lituania (bandiera)    | A     | Linas Kleiza    | 1985 | 203  | 111  |
| 15 | Stati Uniti (bandiera) | A     | Amir Johnson    | 1987 | 206  | 95   |
| 18 | Stati Uniti (bandiera) | G     | Ben Uzoh        | 1988 | 191  | 93   |
| 20 | Brasile (bandiera)     | G     | Leandro Barbosa | 1982 | 191  | 80   |
| 21 | Canada (bandiera)      | C     | Jamaal Magloire | 1978 | 211  | 117  |
| 25 | Stati Uniti (bandiera) | G     | Anthony Carter  | 1975 | 185  | 86   |
| 32 | Stati Uniti (bandiera) | A     | Ed Davis        | 1987 | 206  | 95   |
| 34 | Stati Uniti (bandiera) | C     | Aaron Gray      | 1984 | 213  | 122  |
| 50 | Nigeria (bandiera)     | C     | Solomon Alabi   | 1988 | 216  | 114  |

## Staff tecnico
- Allenatore: Dwane Casey
- Vice-allenatori: Johnny Davis, Tom Sterner, Micah Nori, Eric Hughes, Scott Roth
- Vice-allenatore per lo sviluppo dei giocatori: Alvin Williams
- Preparatore atletico: Scott McCullough